# Stadtmauerrest August-Klotz-Straße/Wallstraße

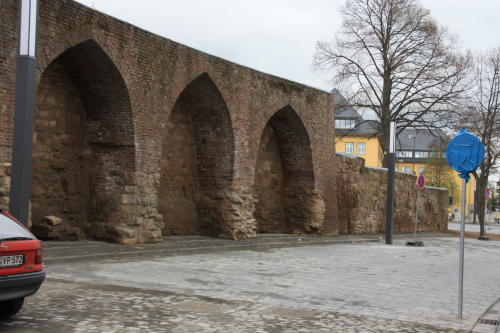
Der Stadtmauerrest

Der Stadtmauerrest August-Klotz-Straße/Wallstraße ist ein Rest der Stadtbefestigung von Düren in Nordrhein-Westfalen. 
Der Rest der Dürener Stadtbefestigung datiert im Ursprung vom Anfang des 13. Jahrhunderts. Er ist aus Bruchsteinen gemauert und ca. 5 m hoch und 35 m lang. Die Mauer ist feldseitig mit Strebepfeilern versehen. Die Innenseite hat spitzbogige Arkaden aus Backstein als Substruktion des Wehrganges.
Direkt gegenüber dem Stadtmauerrest liegt das Papiermuseum Düren.
Das Bauwerk ist unter Nr. 1/011 in die Denkmalliste der Stadt Düren eingetragen.